# Magna Curia
A dévai Magna Curia műemlék épület Romániában, Hunyad megyében. A romániai műemlékek jegyzékében a HD-II-m-A-03225 sorszámon szerepel.

## Története
1582-ben Geszti Ferenc házat építtetett a dévai vár alatt. Itt lakott rendre Báthory Zsigmond, Giorgio Basta, Bocskai István, Báthory Gábor, és 1613–1621 között Bethlen Gábor, aki a Magna Curiát építtette 1621-ben. A 18. század elején az épületet némileg átalakították.
Jelenleg a Dák és Római Civilizáció Múzeuma (Muzeul Civilizaţiei Dacice şi Romane) működik benne.